# التحلل الشرعي للحشرات
علم الحشرات الطبي هو فرع من علم الحشرات الشرعي الذي يطبق دراسة الحشرات على التحقيقات الجنائية ، ويشيع استخدامه في تحقيقات الوفاة لتقدير فترة ما بعد الوفاة (PMI).   تستخدم إحدى طرق الحصول على هذا التقدير وقت ونمط استعمار المفصليات.  ستوفر هذه الطريقة تقديرًا لفترة نشاط الحشرات ، والتي قد ترتبط أو لا ترتبط تمامًا بوقت الوفاة. في حين أن بيانات تعاقب الحشرات قد لا توفر تقديرًا دقيقًا خلال المراحل المبكرة من التحلل مثل البيانات التطورية ، إلا أنها قابلة للتطبيق لمراحل التحلل اللاحقة ويمكن أن تكون دقيقة لفترات تصل إلى بضع سنوات. 

## العوامل المؤثرة على التحلل
التحلل هو عملية مستمرة تنقسم عادة إلى مراحل لتسهيل المناقشة.   عند دراسة التحلل من وجهة نظر الحشرات ولغرض تطبيق البيانات على تحقيقات الموت البشري ، يعتبر الخنزير المنزلي Sus scrofa (Linnaeus) هو النظير البشري المفضل.  في الدراسات الحشرية ، يتم وصف خمس مراحل من التحلل بشكل شائع: (1) طازج ، (2) سخام ، (3) تسوس نشط ، (4) متقدم أو ما بعد التسوس ، (5) بقايا جافة.  بينما يتبع نمط استعمار المفصليات تسلسلًا يمكن التنبؤ به بشكل معقول ، فإن حدود كل مرحلة من مراحل التحلل لن تتزامن بالضرورة مع تغيير كبير في المجتمع الحيواني. لذلك ، يتم تحديد مراحل التحلل من خلال التغيرات الفيزيائية الملحوظة في حالة الذبيحة.  ينتج عن نمط تعاقب الحشرات حيث تنجذب حشرات الجيف المختلفة إلى التغيرات البيولوجية والكيميائية والفيزيائية المتغيرة التي تمر بها الذبيحة طوال عملية التسوس. 
توفر الذبيحة المتحللة «موردًا سريع التغير مؤقتًا يدعم مجتمع مفصلي كبير وديناميكي.» - م. جراسبيرجر و سي فرانك

### مرحلة جديدة

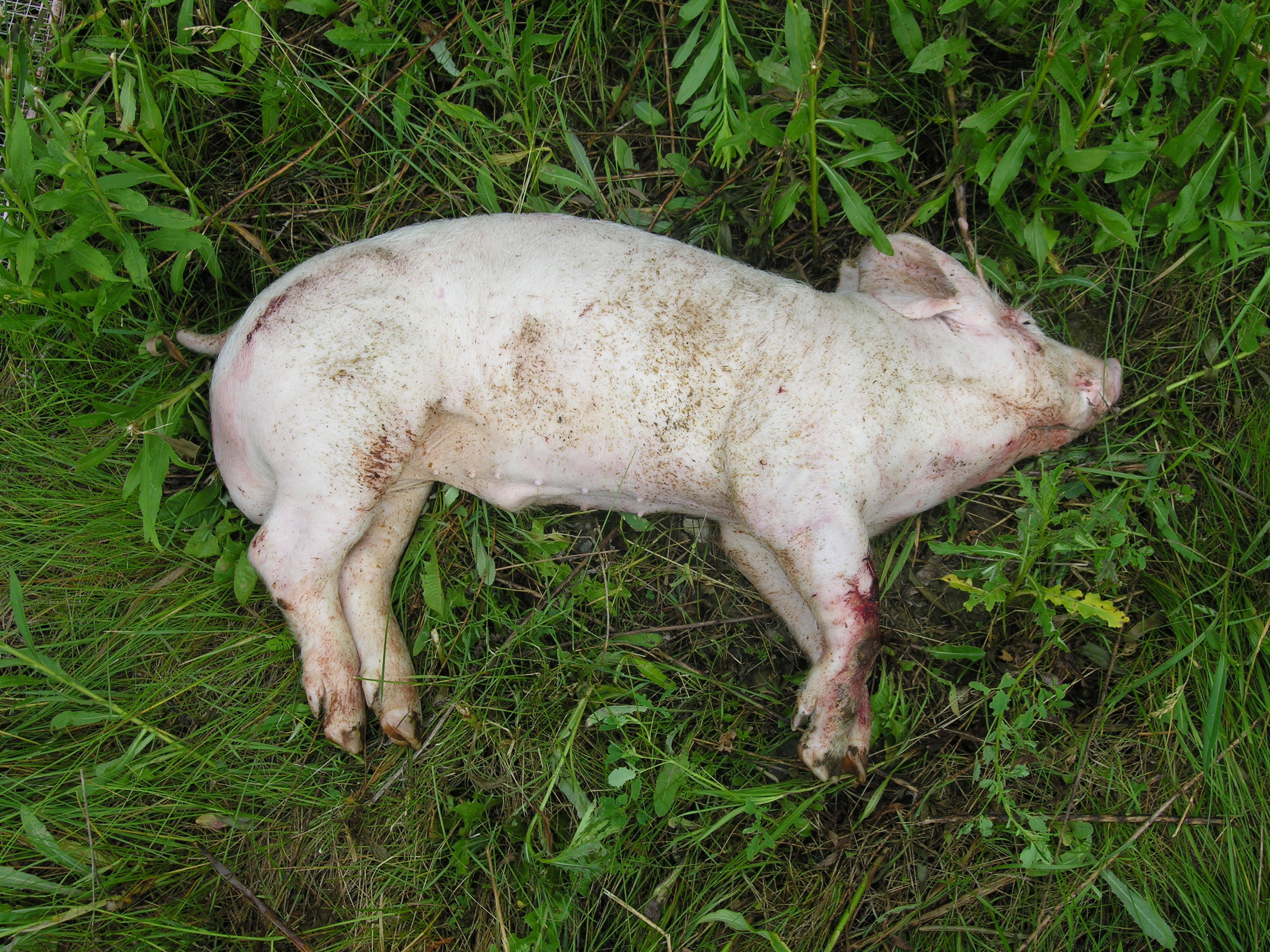
جثة الخنزير في مرحلة جديدة من التحلل

توصف المرحلة الجديدة من التحلل عمومًا بالفترة بين لحظة الوفاة وظهور العلامات الأولى للنفخ.   لا توجد علامات خارجية للتغير الجسدي ، على الرغم من أن البكتيريا الداخلية بدأت في هضم أنسجة الأعضاء.  لا توجد رائحة مرتبطة بالذبيحة. التغييرات بعد الوفاة المبكرة، التي يستخدمها الأطباء كعلامات الطبية للفي وقت مبكر بعد الوفاة تقديرات الفاصلة، وقد وصفت من قبل جوف وتشمل الزرقة الرمية ، موتي الصرامة وبرودة الموت .
عادة ما تكون أول الحشرات التي تصل إلى بقايا متحللة هي Calliphoridae ، والتي يشار إليها عادة باسم الذباب النفخ. تم الإبلاغ عن وصول هذه الذباب في غضون دقائق من الموت أو التعرض ، وترسب البيض في غضون 1-3 ساعات. الذباب البالغ من عائلات Sarcophagidae (ذباب اللحم) و Muscidae شائعة أيضًا في هذه المرحلة الأولى من التحلل. يتم وضع البيض الأول في أو بالقرب من الفتحات الطبيعية للرأس وفتحة الشرج ، وكذلك في موقع الجروح قبل الوفاة.  اعتمادًا على معدل التحلل ووقت تطور أنواع معينة من الذباب ، قد يفقس البيض وتبدأ اليرقات الصغيرة في التغذي على الأنسجة والسوائل بينما لا تزال الذبيحة مصنفة في المرحلة الطازجة. 
يمكن أيضًا مشاهدة النمل الكثير في الجثة خلال مرحلة النضج. سيتغذى النمل على لحم الذبيحة وكذلك البيض واليرقات الصغيرة للذباب . 

### مرحلة النفاخ

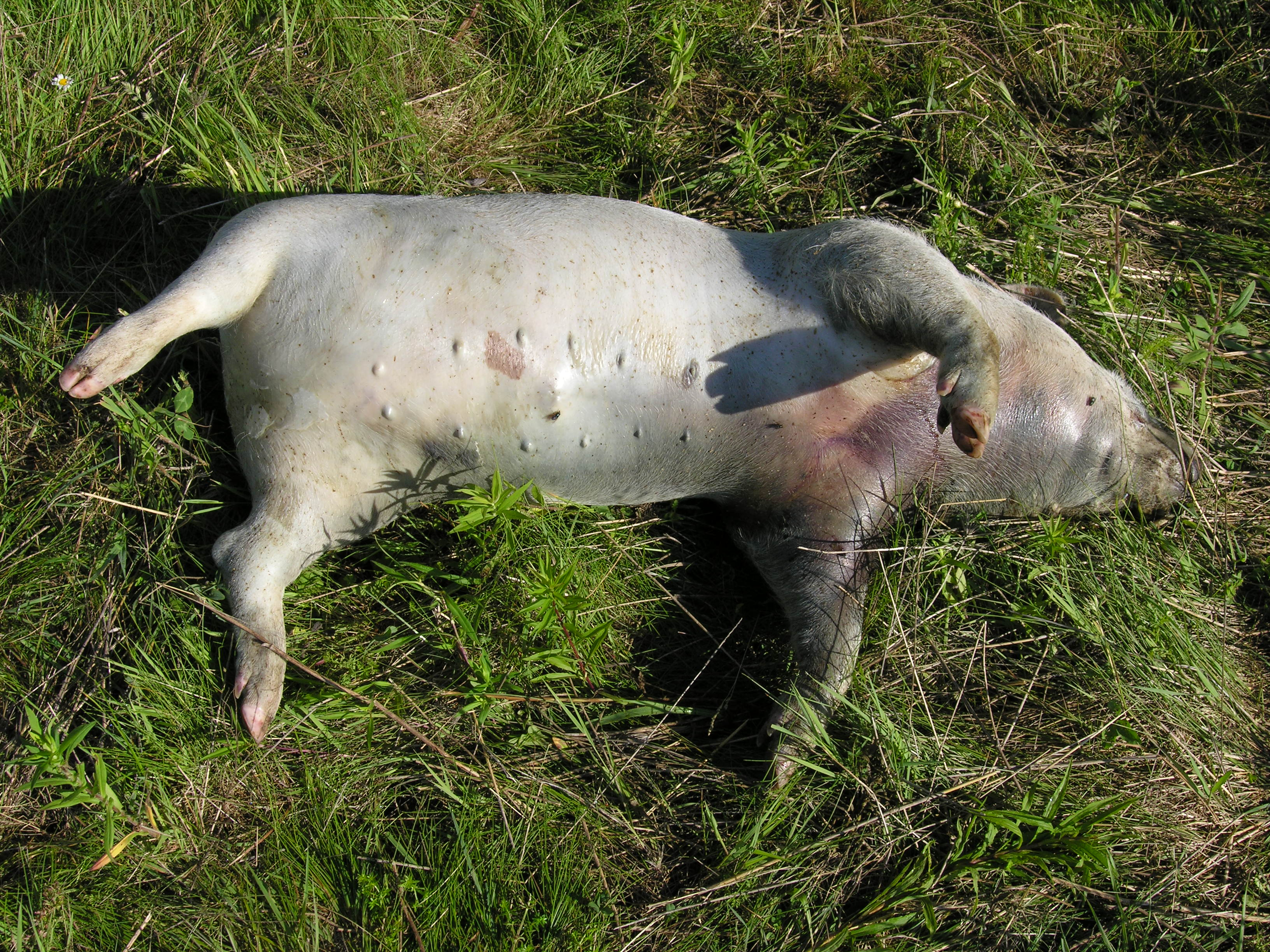
جثة الخنزير في مرحلة النفخ من التحلل

أول دليل مرئي لمرحلة النفاخ هو تضخم بسيط في البطن وبعض من فقاعات الدم في الأنف.  يؤدي نشاط البكتيريا اللاهوائية في البطن إلى إنتاج الغازات التي تتراكم والتي تحدث انتفاخ في البطن.  في أثناء مرحلة الانتفاخ شوهد تغير في لون لحم الذبيحة ، إلى جانب ظهورلون ابيض. ، وأيضا يمكن شم رائحة التعفن . 
تظل الذبابة المنتفخة موجودة بأعداد كبيرة خلال مرحلة النفاخ ، وتستمر الذباب النفخ والذباب اللحم والعضلات في وضع البيض. تصل حشرات فصيلة Piophilidae وFanniidae خلال مرحلة الانتفاخ . يستمر النمل في التغذي على بيض ويرقات الذباب الصغيرة.  
الأنواع الأولى من مغمدات تصل خلال المرحلة انفخ من التحلل، بما في ذلك أفراد من عائلات الخنافس العنقودية (الخنافس روف)، درقيات (الخنافس الجيف) و Cleridae . لوحظت هذه الخنافس تتغذى على بيض الذباب واليرقات.   يمكن أيضًا جمع أنواع الخنفساء من عائلات Histeridae خلال هذه المرحلة ، وغالبًا ما تكون مخبأة تحت البقايا. 

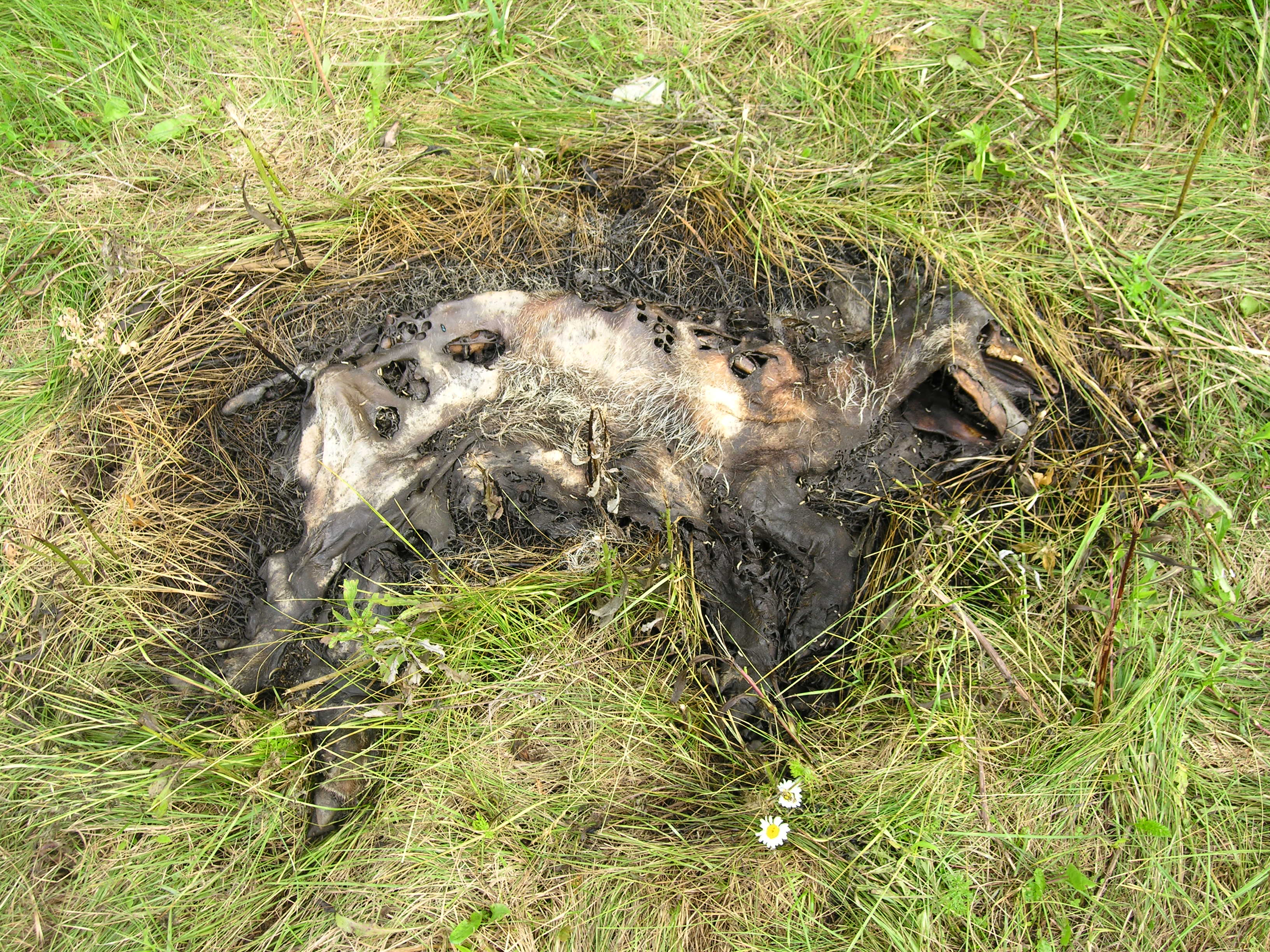
جثة الخنزير في مرحلة الاضمحلال المتقدمة من التحلل

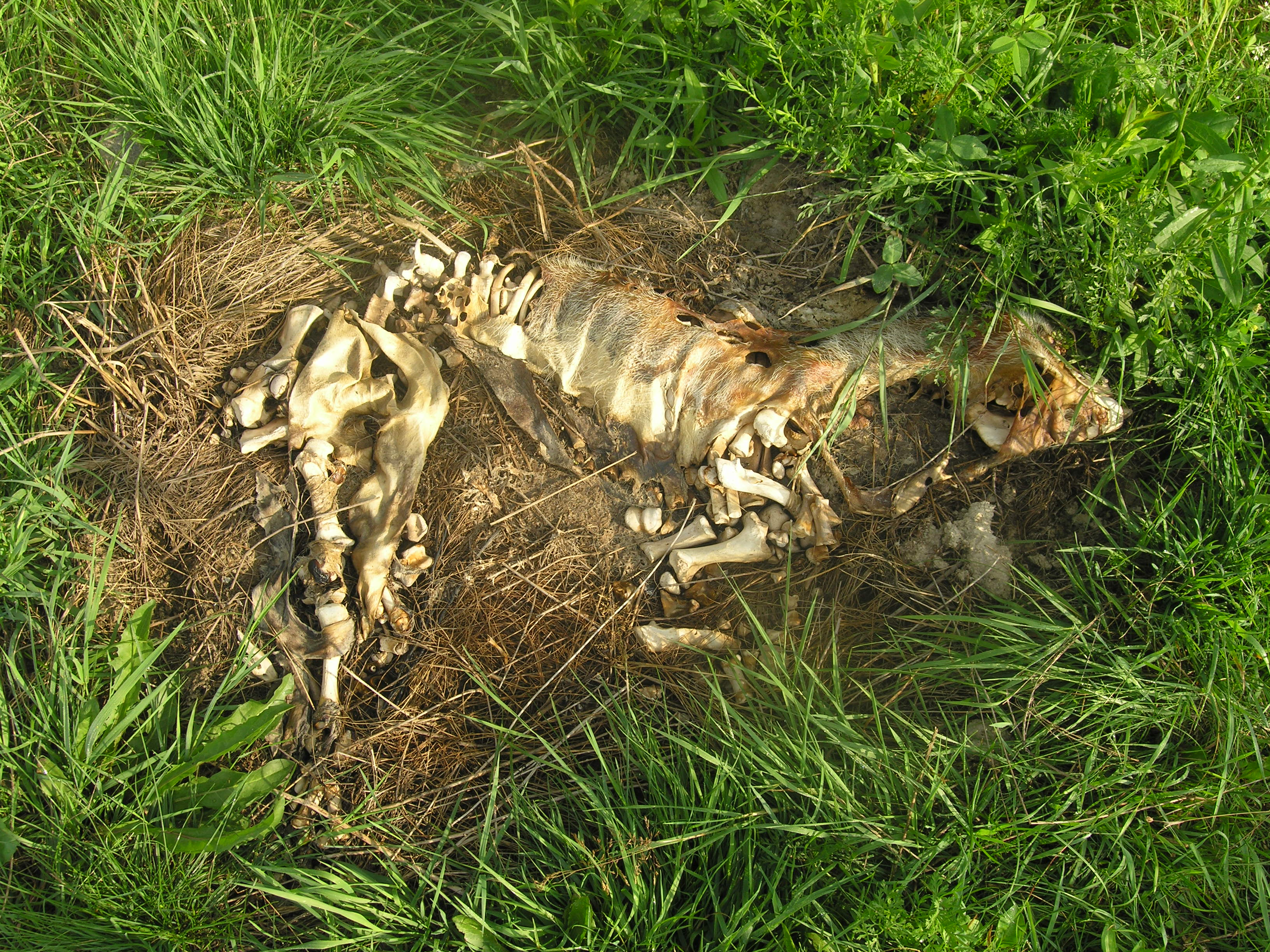
جثة الخنزير في مرحلة التحلل الجاف / البقايا

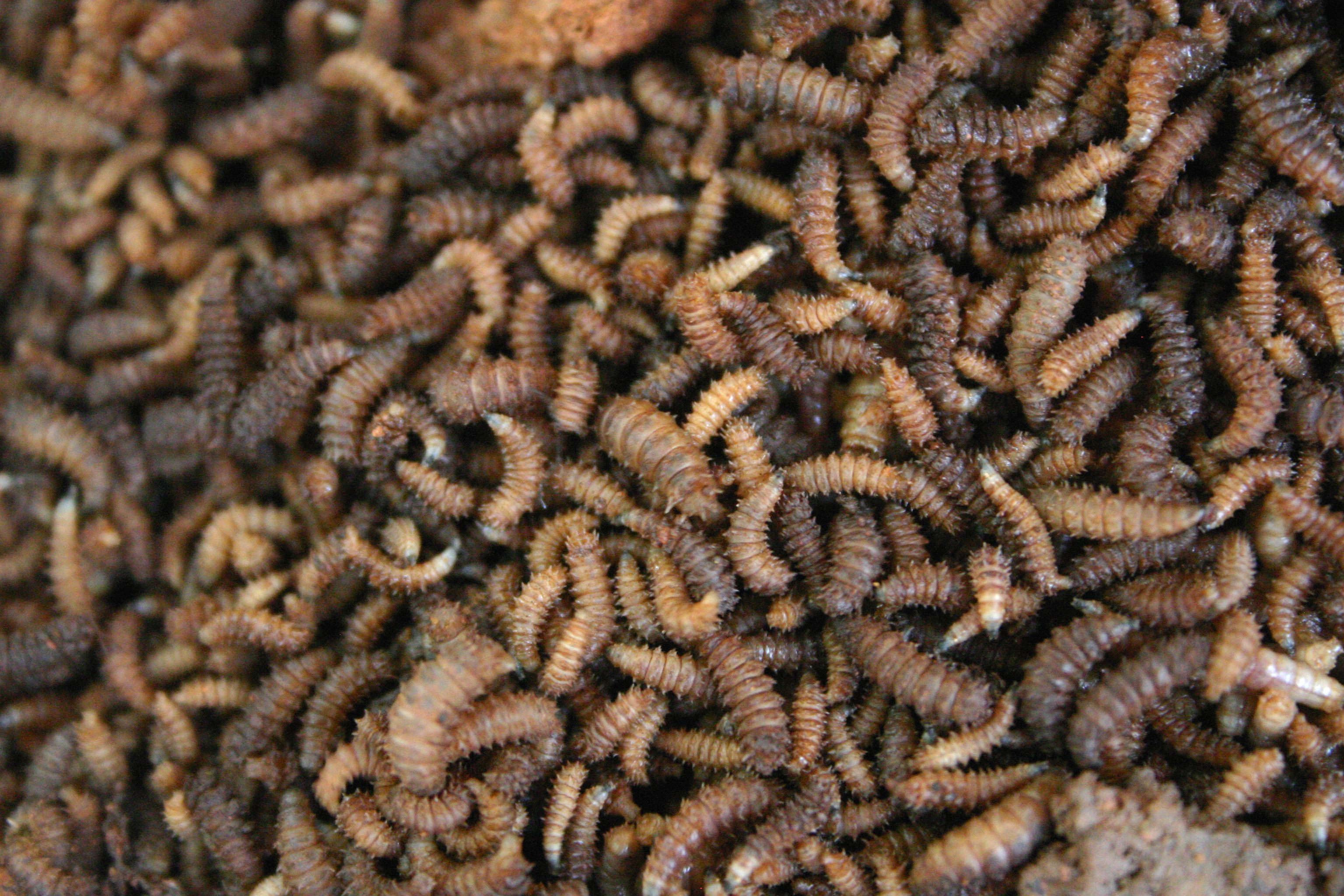
يرقات الذبابة والذبابة على جثة النيص بجنوب إفريقيا (Hystrix africaeaustralis) عمرها 5 أيام